# Saint-Jean-d’Eyraud
Saint-Jean-d’Eyraud korábbi község Franciaországban, Dordogne megyében. Lakosainak száma 175 fő (2018. január 1.). Saint-Jean-d’Eyraud Laveyssière, Maurens és Saint-Julien-de-Crempse községekkel határos.
2019. január 1-jén három másik korábbi községgel egyesült és az így létrejött Eyraud-Crempse-Maurens új község része lett.

## Népesség
A település népessége az elmúlt években az alábbi módon változott:
| Lakosok száma | 211  | 192  | 160  | 185  | 194  | 188  | 189  | 192  | 179  | 175  |
|               | 1968 | 1975 | 1982 | 1999 | 2006 | 2011 | 2013 | 2016 | 2017 | 2018 |